# Берёзовка (Тайшетский район)
Берёзовка — село в Тайшетском районе Иркутской области России. Административный центр Берёзовского муниципального образования. 

## География
Село находится примерно в 8 км к югу от районного центра.

## Население
| 2002 | 2010 | 2011 | 2012 |
| ---- | ---- | ---- | ---- |
| 813  | ↘777 | ↘775 | ↘770 |

По данным Всероссийской переписи, в 2010 году в селе проживало 777 человек (377 мужчин и 400 женщин).